# Alskär (Kökar, Åland)
Alskär är en ö i Kökar på Åland (Finland). Den ligger cirka en kilometer nordöst om Sommarön. Alskär är mestadels kalt med bara enstaka träd. På västsidan mellan Alskär och Lilla Alskär ligger en skyddad, men grund och stenig naturhamn. På Alskär finns ett hus.
Öns area är 7,7 hektar och dess största längd är 490 meter i sydöst-nordvästlig riktning.